# Harmony Gold
Harmony Gold é uma desenvolvedora, distribuidora e produtora, baseada em Los Angeles. Fundada em 1983 pelo egípcio Frank Agrama e gerenciada pela filha Jehan F. Agrama.
Iniciou vendendo direitos da Paramount Pictures. É conhecida pela distribuição de várias séries de anime, sendo uma das mais famosas a série Robotech.

## Ligações Externas
- Harmony Gold USA